# Fortress Around Your Heart
«Fortress Around Your Heart» — хит-сингл, выпущенный с сольного дебютного альбома Стинга 1985 года The Dream of the Blue Turtles. Он был выпущен в качестве третьего сингла альбома в Великобритании и второго сингла в США.
Позже песня была включена в американский релиз сборника Fields of Gold: The Best of Sting 1984–1994.

## О песне
Песня «Fortress Around Your Heart» была вдохновлена разводом Стинга. Боль, которую он испытывал при распаде своего первого брака, привела его к написанию некоторых из его самых больших хитов, включая «Every Breath You Take» и «King of Pain». Стинг написал песню в студии на Барбадосе в 1985 году. В песне звучит соло на саксофоне Брэнфорда Марсалиса. В интервью журналу Musician в том же году Стинг сказал:

«Fortress» — это песня об умиротворении, о попытке преодолеть разрыв между людьми. Центральный образ — это минное поле, которое вы установили вокруг другого человека, чтобы попытаться защитить его. Затем вы понимаете, что вам придётся пройти через него обратно. Я думаю, что это один из лучших припевов, которые я когда-либо писал."

Во время одного из первых исполнений Стингом этой песни на концерте в Париже его группа спустила на сцену игрушечную крепость, пародируя аналогичную сцену Стоунхенджа из фильма This Is Spinal Tap.

## Релиз
Песня также была выпущена в качестве сингла и достигла № 8 и № 49 в чартах синглов США и Великобритании соответственно. Также она достигла 1 места в течение двух недель в чарте Billboard Top Rock Tracks, став его вторым подряд хитом № 1 в этом чарте.

## Чарты
| Итоговый чарт (1985)           | Позиция |
| ------------------------------ | ------- |
| US Top Pop Singles (Billboard) | 95      |